# Gδ-Raum
Ein Gδ-Raum (oder auch perfekter Raum) ist im mathematischen Teilgebiet der Topologie ein topologischer Raum mit einem speziellen Verhältnis von offenen und abgeschlossenen Mengen.

## Definition
Die Definition einer Topologie fordert nur, dass endliche Schnitte von offenen Teilmengen wieder offen und endliche Vereinigungen von abgeschlossenen Teilmengen wieder abgeschlossen sind. Ein abzählbarer Schnitt von offenen Teilmengen (also nicht unbedingt offen) wird Gδ-Menge und eine abzählbare Vereinigung von abgeschlossenen Teilmengen (also nicht unbedingt abgeschlossen) wird Fσ-Menge genannt. Umgekehrt kann es sogar passieren, dass Gδ-Mengen abgeschlossen und Fσ-Mengen offen sind, etwa:
{\displaystyle \bigcap _{n\geq 1}\left(-{\frac {1}{n}},{\frac {1}{n}}\right)=\{0\};}
{\displaystyle \bigcup _{n\geq 2}\left[{\frac {1}{n}},1-{\frac {1}{n}}\right]=(0,1).}
Ein topologischer Raum, in dem jede abgeschlossene Teilmenge eine Gδ-Menge oder äquivalent jede offene Teilmenge eine Fσ-Menge ist, wird Gδ-Raum genannt.

## Wichtige Sätze
- Satz von Mazurkiewicz: In einem metrischen Raum ist jede vollständig metrisierbare Teilmenge stets eine Gδ-Menge. Der Satz wurde im Jahr 1916 von Stefan Mazurkiewicz bewiesen.
- Gδ-Satz von Hausdorff: In einem vollständigen metrischen Raum ist eine Gδ-Menge stets vollständig metrisierbar. Der Satz wurde im Jahr 1924 von Paul Alexandroff für den Spezialfall zusätzlich seperabler (also polnischer) Räume und ebenso im Jahr 1924 von Felix Hausdorff auch für nichtseperable Räume bewiesen.